# Labeobarbus capensis
Labeobarbus capensis är en fiskart som först beskrevs av Smith, 1841.  Labeobarbus capensis ingår i släktet Labeobarbus och familjen karpfiskar. IUCN kategoriserar arten globalt som sårbar. Inga underarter finns listade i Catalogue of Life.